# Filimer
Filimer war ein mythischer König der Goten nach der Überlieferung des Jordanes, der die frühen Goten, die Gutones, aus ihrem Siedlungsgebiet im Weichselraum in den pontischen Raum und ans Schwarze Meer führte. Er ist historisch nicht bezeugt.

## Filimers Goten in Oium am Schwarzen Meer
Die mythische Wanderung der Goten Filimers beruht offenbar auf einem wahren Kern. Antike Geschichtsschreiber berichten von den Gutones, frühen Goten, dass diese im 1. und 2. Jahrhundert n. Chr. nördlich des Weichselknies siedelten. Sie wanderten laut der antiken Nachrichten ab der 2. Hälfte des 2. Jahrhunderts noch tiefer in den Südosten, ins Oium (“in den Auen”) Skythiens nördlich am schwarzen Meer. Ab 238 n. Chr. sind sie an der Donaumündung historisch bzw. auch archäologisch fassbar.
Während der Entstehungszeit der bis um 370/380 n. Chr. nachweisbaren Černjachov-Kultur überfielen die Gutones seit dem Jahr 238 n. Chr. über mehrere Jahrzehnte den Balkan und empfingen reichhaltige Jahresgelder von Rom. Unter Kniva im Jahr 249 n. Chr. fielen zumeist ins römische Moesia ein. Sie siegten mit Kniva bei Abrittus über Decius, im Jahr 254 n. Chr. überfielen sie erstmals Thessalonike.
Ab 257 n. Chr. stützten sich die Flottenzüge der Gutones auf antike Seehäfen bzw. Handels- oder Militärstationen im Norden und Nordosten des Pontos Euxeinos. Seit 268 n. Chr. befand sich auch der Tyras, die größte griechische Kolonialstadt an der Mündung des gleichnamigen Flusses, in den Händen der Gutones. Erst Claudius II. und Aurelianus erzielten entscheidende Erfolge gegen die mit den Herulern verbündeten Gutones. Ein festes Siedlungsgebiet der Gutones in Oium entstand.
Für das Jahr 291 n. Chr. ist erstmals ein Auftreten der Gutones als zwei verschiedene Völker, Greutungen und Terwingen, bezeugt. Während die Greutungen weiter im Oium siedeln, breiten sich die terwingischen Gutones zunehmend westlich des Pruth aus. Im rumänischen Moldau, in der Walachei, in Muntenien und Siebenbürgen wird die archäologische Kultur der Terwingen, die Sîntana der Mureş-Kultur, fassbar.

## Gotensaga

Die ungefähre Ausbreitung der Wielbark-Kultur (rot) im 2. Jh. und der Cernjachov-Kultur (orange) im 3. Jh.

Zur gotischen Stammeslegende berichtet Jordanes’ Getica, dass fünf Generationen nach der Landnahme in Gothiscandza durch Berig die Bevölkerung stark zugenommen habe, weswegen Filimer, der Sohn Gadarichs des Großen und „ungefähr der fünfte“ nach Berig, der einst die Goten von der Insel Scandia (Scandinavia) über das Meer nach Gothiscandza führte, mit dem Stamm auf die Suche nach neuen geeigneten Siedlungsplätzen ging und wohl derjenige König war, der die Goten von Gothiscandza „in die saftigen Auen“, Oium, Skythiens führte. Auf der Wanderung soll bei der Überquerung einer Brücke diese eingestürzt sein und die Spaltung der Goten verursacht haben. Der vordere Teil sei schließlich glücklich am Schwarzen Meer angekommen.
Die zahlenmystische Nennung Filimers als fünften König und die Unschärfe der Formulierung an dieser Stelle lassen Herwig Wolfram vermuten, dass Cassiodor hier einen Wandermythos wiedergibt. So gibt es laut Wolfram auch einen fünften König, der die Langobarden ins Rugiland führte bzw. kommen in der kroatischen sowie in der bulgarischen Herkunftssage jeweils fünf Brüder vor, zudem trage bei den Kroaten der letztgenannte Bruder den Namen der Gens.
Nach Wilhelm Martens Übertragung ins Deutsche wird in der „Getica“ des Jordanes von Filimers Auswanderung nach Scythien folgendes berichtet:

„Als nun die Zahl des Volkes immer mehr zunahm und ungefähr der fünfte König nach Berig herrschte, nämlich Filimer, der Sohn des Gadarich, faßte dieser den Entschluß, in bewaffneten Zug mit Weib und Kind auszuwandern. Als er nach geeigneten Wohnsitzen und passenden Örtern suchte, kam er in die Lande von Scythien, welche in ihrer Sprache Oium heißen. Die fruchtbaren Gegenden gefielen dem Heer. Da brach jedoch, nachdem schon die Hälfte die Brücke überschritten hatte, welche über den Fluß führte, diese zusammen, und man konnte sie nicht wiederherstellen; so konnte niemand mehr hinüber oder herüber. […] Der Theil der Gothen also, der unter Filimer über den Fluß setzte und nach Oium kam, bemachtigte sich des ersehnten Bodens.“

## Hunnensaga
Filimer gab aber auch noch einem anderen Herkunftsmythos seinen Namen; nach Jordanes’ Getica ist er mittelbar für die Entstehung der Hunnen verantwortlich. Im neuen Siedelgebiet angelangt, musste Filimer die Haliurun(n)at, die „Frauen, die mit dem Totenreich Zauber treiben“, aus der Gemeinschaft des Stammes verbannen, worauf diese sich den bösen Geistern der Steppe hingaben und so die Hunnen zeugten. Wolfram sieht in dieser Verbannung eine „Strafe“ für einen großen „Normbruch der Zauberei“, dem die meisten Goten offenbar ablehnend gegenüberstanden und zeigt Parallelen zu den Skandinaviern auf, denen der schamanische Seidzauber der Finnen als „ungeheuer und verabscheuungswürdig“ galt. Ähnlich müsse es sich, so Wolfram, bei den Goten verhalten, da sie in den pontischen Raum einwanderten und wohl dort auf schamanische Praktiken trafen.
Wilhelm Martens übersetzte den sagenhaften Bericht in der Getica des Jordanes zur Abkunft der Hunnen von Filimers Goten wie folgt:

„Nach nicht langer Zeit, wie Orosius berichtet [3], brach das Volk der Hunnen, das über alle Begriffe roh und wild ist, gegen die Gothen los. Über ihren Ursprung haben wir folgenden Bericht vom Althertum überkommen. Filimer, König der Gothen, Sohn Gadarichs des Großen, nach der Auswanderung aus der Insel Skandza der fünfte Beherrscher der Geten, der auch, wie oben [IV. 26] von uns berichtet wurde, mit seinem Volk nach Scythien zog, erfuhr von dem Aufenthalt gewisser Zauberweiber in seinem Volk, die er selbst in seiner Muttersprache Haliurunnen [4] nennt. Da er sie für verdächtig hielt, vertrieb er sie und nöthigte sie, fern von seinem Heer in Einöden umherzuirren. Dort wurden sie von unreinen Geistern, als sie in der Wüste umherschweiften, erblickt; diese begatteten sich mit ihnen und umarmten sie, und so entstand dieses wilde Geschlecht. […] Diese Hunnen also, von solchem Ursprung, näherten sich dem Gebiet der Gothen.“